# Обелиск на Клеопатра
Обелиските на Клеопатра, наричани често с популярното прозвище Иглата на Клеопатра, са 3 обелиска в Лондон, Ню Йорк и Париж.
Всеки от тях е направен от червен гранит, висок е около 21 метра, тежи към 180 тона и е гравиран с египетски йероглифи. Макар че обелиските наистина са с древноегипетски произход, никой от тях няма каквато и да е връзка с известната древноегипетска кралица Клеопатра VII, на която са наречени.

## Лондон
Обелискът в Лондон се намира в Уестминстър. Подарен е на Обединеното кралство през 1819 г. от Мохамед Али, родения в Албания вицекрал на Египет, за да ознаменува победите на лорд Нелсън в Битката при Нил (1798) и на сър Ралф Абъркомби (1734 – 1801) в Битката при Александрия през 1801 г. Макар че Британското правителство приема жеста, то отказва да финансира превоза на обелиска до Лондон.
Обелискът остава в Александрия до 1877 г., когато сър Уилям Джеймс Уилсън (1809 – 1884), известен анатом и дерматолог, спонсорира транспортирането му до Лондон със значимата за времето си сума от 10 000 лири стерлинги. Изровен е от пясъка, където е бил погребан в продължение на 2000 г., и е положен в огромен железен цилиндър, в който е докаран до Лондон от кораба „Олга“. На 12 септември 1878 обелискът е издигнат на кея Виктория на брега на Темза.

## Ню Йорк
Елбърт Фармън – 10-ият генерален консул на САЩ в Египет, е издействал Нюйоркския обелиск през 1877 г. от египетския хедив Исмаил паша (1863 – 1879) като награда за неутралитета на родината му при дипломатическите маневри между Великобритания и Франция за контрол над Египет. Средствата за превоз са осигурени от мултимилионера Уилям Хенди Вандербилт (1821 – 1885) и обелискът е издигнат в Сентръл парк, Ню Йорк на 22 февруари 1881 г.

## История на паметниците
Обелиските от Лондон и Ню Йорк са практически близнаци. Изработени са ок. 1450 г. пр.н.е. при управлението на Тутмос III (1479 – 1425 г. пр.н.е.), а надписите са – освен от управлението на този фараон, и от царуването на Рамзес II (1279 – 1213 г. пр.н.е.)
Първоначално се намират в древния култов център на бога Ра – Иуну (Хелиополис), откъдето при управлението на Клеопатра (51 – 30 г. пр.н.е.) са пренесени в Александрия, за да украсят Цезареума – разкошен храм, издигнат от нея в чест на Юлий Цезар по времето на съюза с Марк Антоний.
Впоследствие обелиските са съборени (ок. 12 г. пр.н.е.) и затрупани, благодарение на което се запазват отлично до днес.

## Галерия
- Поглед от близо към обелиска в Лондон
- Сфинкс (от 2) в основата на обелиска в Лондон
- Обелискът в Лондон, гледан откъм река Темза
- Издигането на обелиска в Лондон, август 1878 г.